# Vestmarkabanen
Vestmarkabanen var en jernbane mellem Skotterud på Kongsvingerbanen og Vestmarka i Eidskog kommune i Norge.
Den 14,3 km lange bane blev anlagt for at transportere tømmer fra skovene omkring Vestmarka til hovedbanen. Den blev åbnet som privatbane 15. oktober 1918 men blev senere overtaget af NSB. Banen blev også kaldt Paradisbanen efter en have ved Stangnes ved navn Paradis. Mellem Stangnes og Rasta førte banen gennem den eneste jernbanetunnel i Sør-Hedmark.
Vestmarkabanen blev den første jernbane i Norge, der mistede persontrafikken, idet den blev indstillet 30. januar 1931. Godstrafikken fortsatte dog, og helt frem til 1960'erne var der planer om at forlænge banen til Mysen i Østfold, men det blev ikke til noget. I stedet blev godstrafikken indstillet mellem Buåa og Vestmarka 15. februar 1961, og 1. juni 1965 blev banen endegyldigt nedlagt.
Der er planer om at benytte den stadigt eksisterende jernbanetunnel til en vandre- og cykelsti mellem Vestmarka og Skotterud.